# Baía Norte

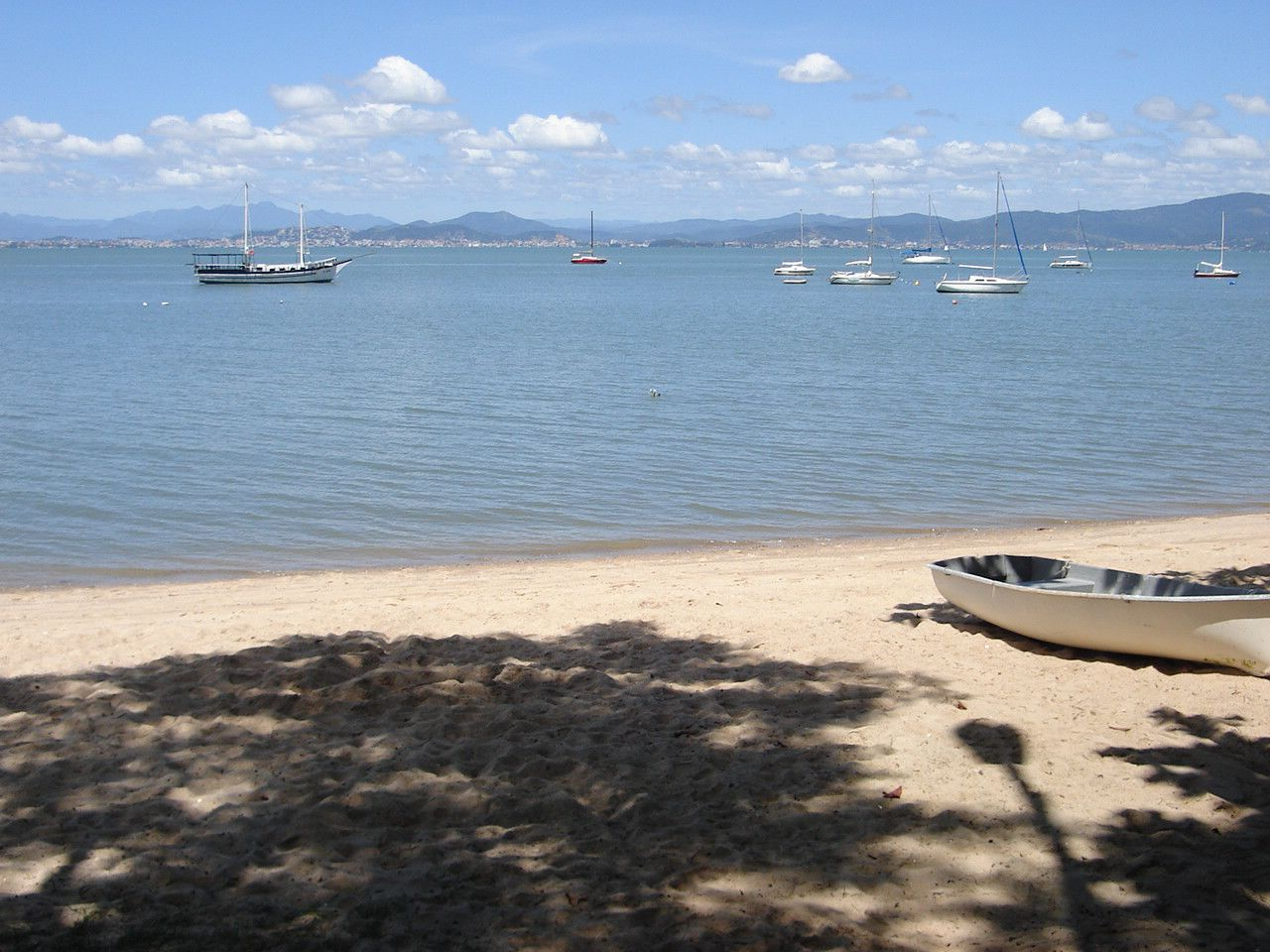
Embarcações na Baía Norte

A baía Norte é uma baía localizada no estado brasileiro de Santa Catarina. Separa-se da baía Sul pelo estreitamento do canal entre a Ilha de Santa Catarina e o continente, que ocorre entre o bairro Estreito (parte continental de Florianópolis) e o centro, na parte insular de Florianópolis. Alguns trechos de suas margens foram aterrados para a construção de vias públicas, como a avenida Beira-mar Norte, que dá acesso à Universidade Federal de Santa Catarina no bairro Trindade e ao leste e norte da ilha de Santa Catarina.

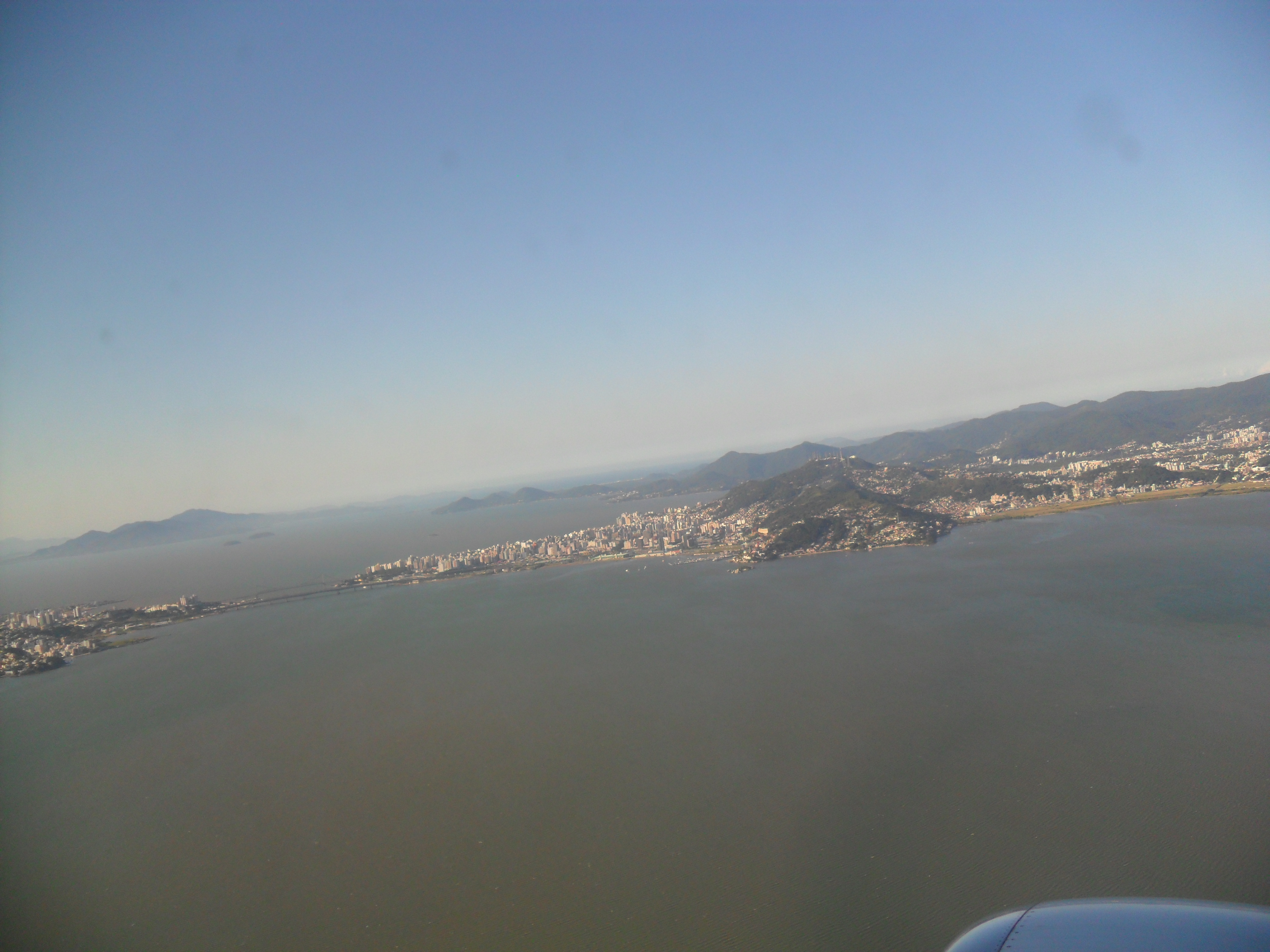
Vista aérea da baía Norte com a vista da Baía Sul ao fundo da imagem

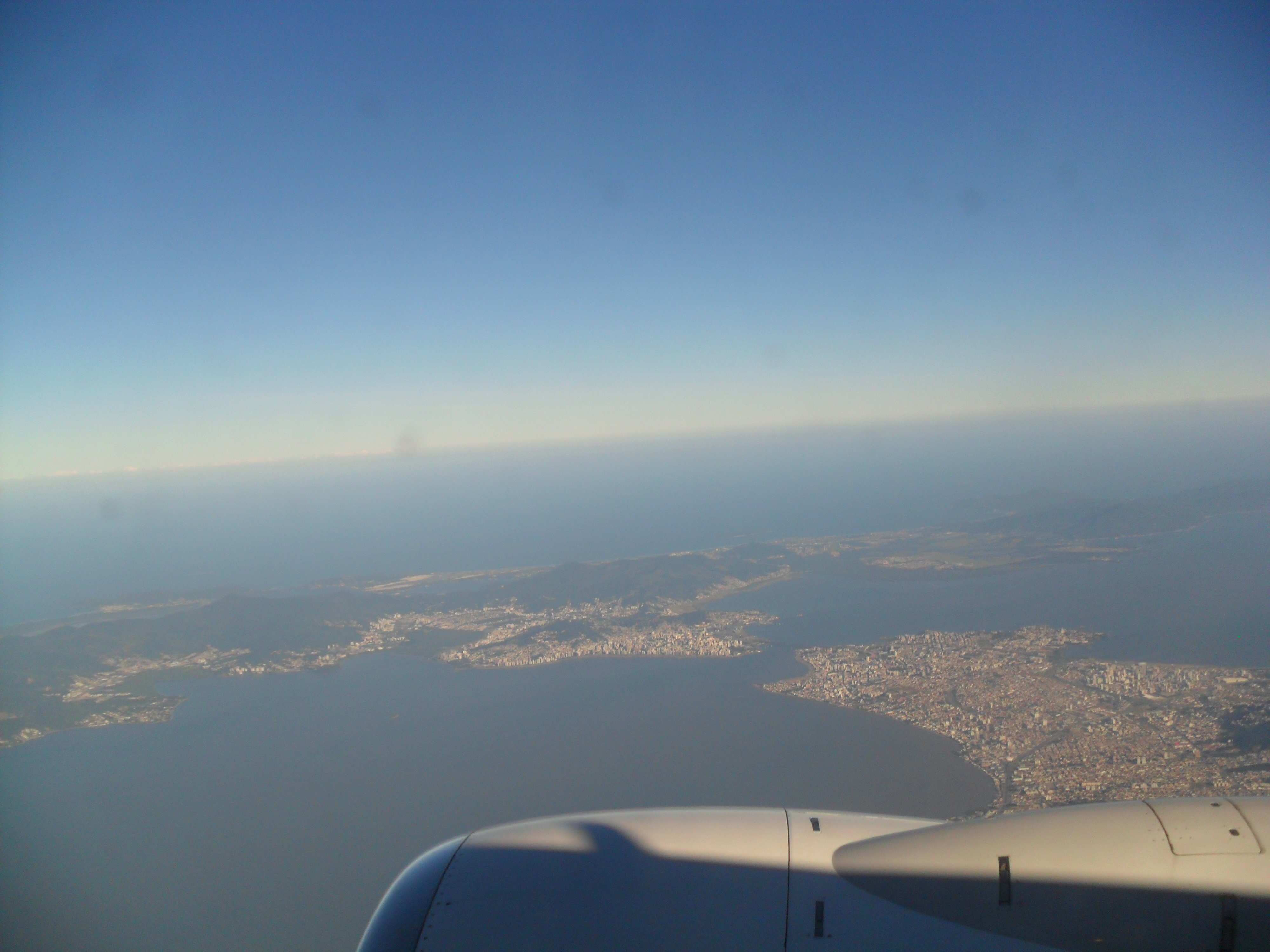
Estreito que separa a baía Norte, à esquerda da baía Sul à direita

.